# Muscle fléchisseur superficiel des doigts de la main
Pour les articles homonymes, voir FDS.
Le muscle fléchisseur superficiel des doigts de la main (ou  muscle fléchisseur perforé ou muscle fléchisseur commun superficiel des doigts) est un muscle de l'avant-bras. Il est situé dans le plan superficiel de la loge antébrachiale antérieure.
Son abréviation scientifique est FDS (flexor digitorum superficialis).

## Structure
Le muscle fléchisseur superficiel des doigts de la main est constitué de deux chefs : le chef huméro-ulnaire et le chef radial.

## Origine

### Chef huméro-ulnaire du muscle fléchisseur superficiel des doigts de la main
Le chef huméro-ulnaire nait sur la face antérieure de l'épicondyle médial de l'humérus par le tendon commun des fléchisseurs. Au niveau de l'ulna, il se fixe sur le bord médial du processus coronoïde de l'ulna.

### Chef radial du muscle fléchisseur superficiel des doigts de la main
Le chef radial prend naissance à la moitié supérieure de la face antérieure du radius.

## Trajet
Les deux chefs fusionnent, puis se divisent en quatre faisceaux musculaires se disposant en une couche profonde et une couche superficielle. Les faisceaux profonds sont le plus souvent digastriques. Le plan profond donne les tendons pour l'index et l'auriculaire (doigt II et V), le plan superficiel ceux du majeur et de l'annulaire (doigt III et IV).
Ces tendons passent par le canal carpien puis divergent vers les doigts.

## Insertion
En regard de chaque articulation métacarpo-phalangienne, chaque tendon se divise en deux pour contourner le tendon correspondant du muscle fléchisseur profond des doigts. Chaque tendon s'insère sur la face palmaire de la phalange moyenne de chacun des doigts longs (index, médius, annulaire et auriculaire).

## Innervation
Le muscle fléchisseur superficiel des doigts de la main  est innervé par le nerf du muscle fléchisseur superficiel des doigts branche du nerf médian.

## Action
Pour les rayons des doigts longs, il est fléchisseur des phalanges moyennes sur les phalanges proximales et des phalanges proximales sur les métacarpiens.
Il est également fléchisseur de la main sur l'avant-bras.

## Galerie

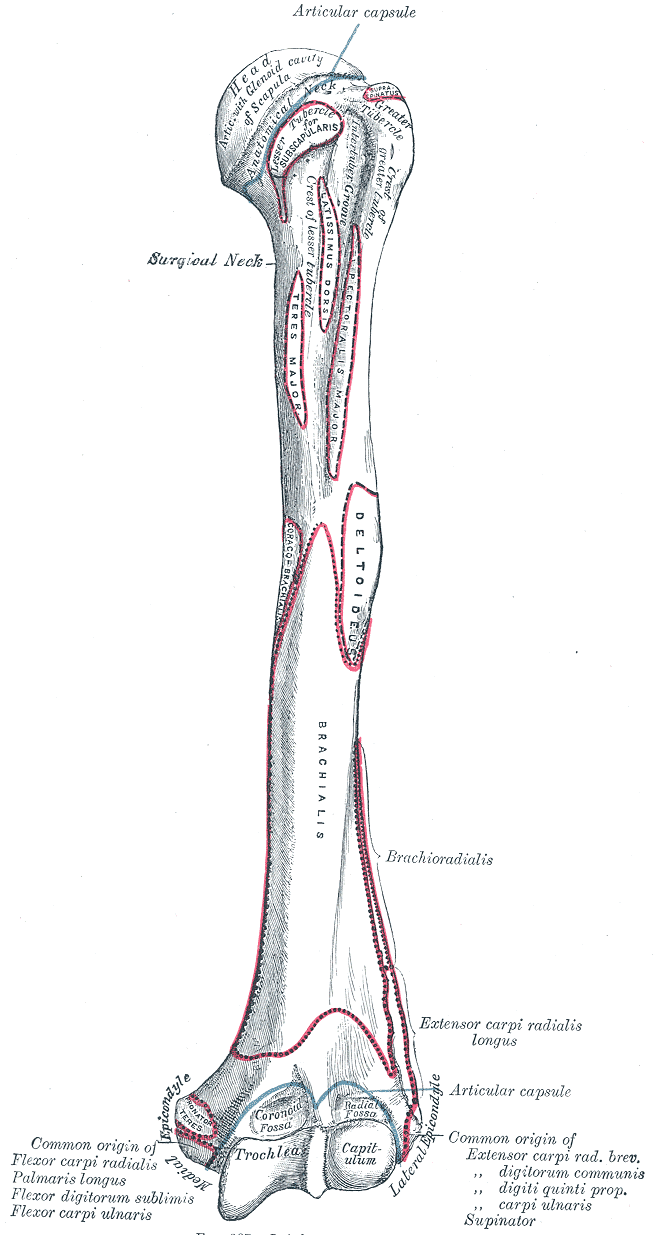
Origine humérale du chef huméro-ulnaire du muscle fléchisseur superficiel des doigts de la main (Flexor digitorum sublimis)
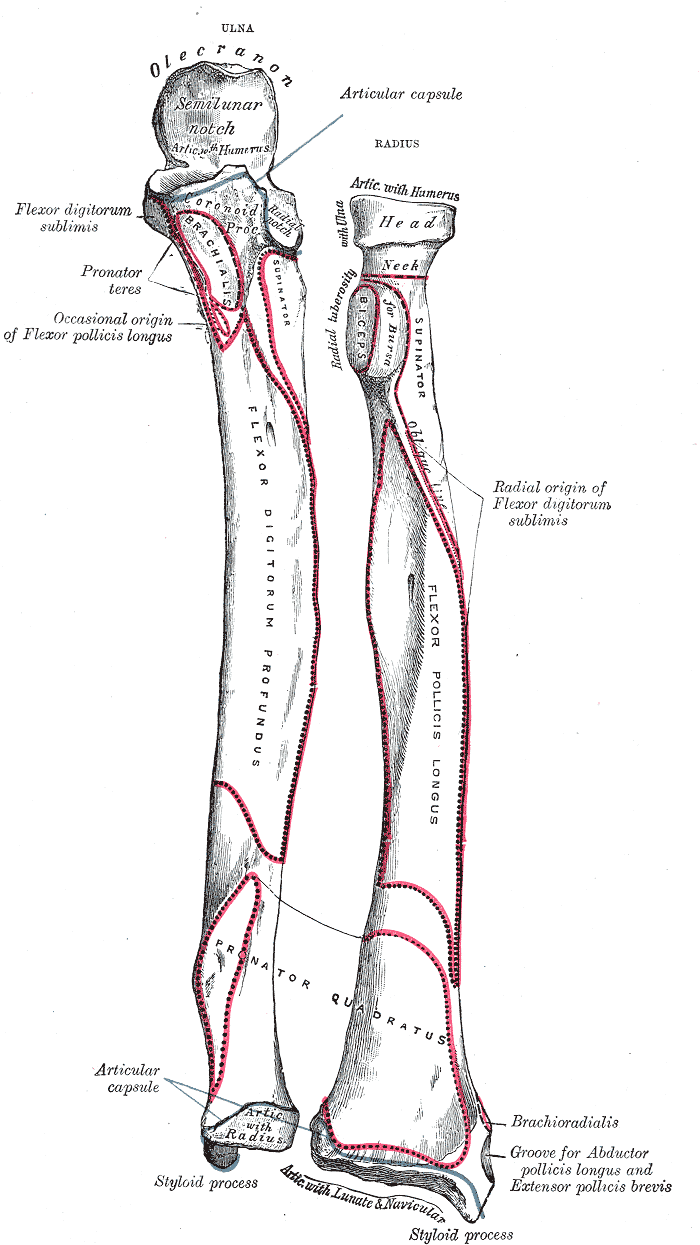
Origine ulnaire et radiale du muscle fléchisseur superficiel des doigts de la main (Flexor digitorum sublimis)
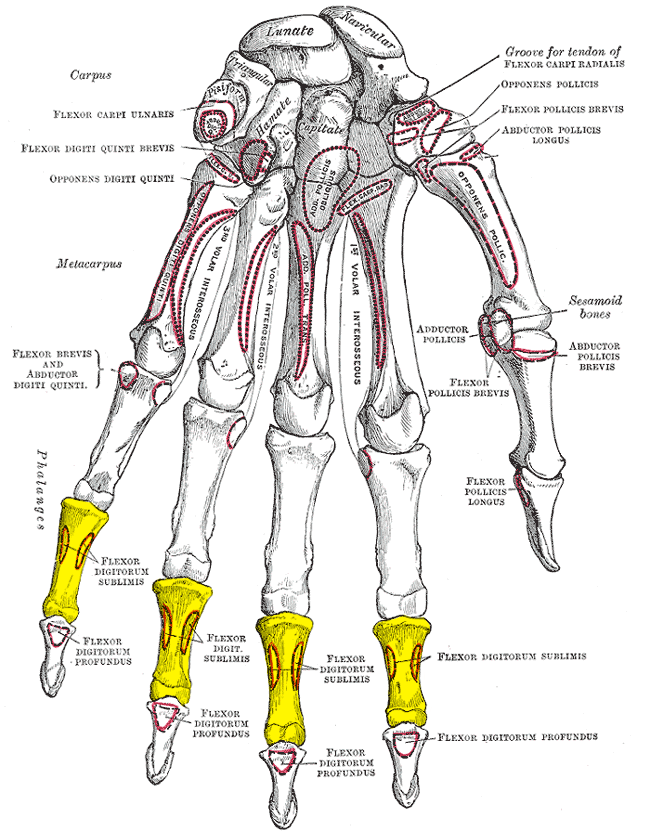
Insertion des tendons du muscle fléchisseur superficiel des doigts de la main (flexor digit. sublimis).
Coupe du canal carpien.
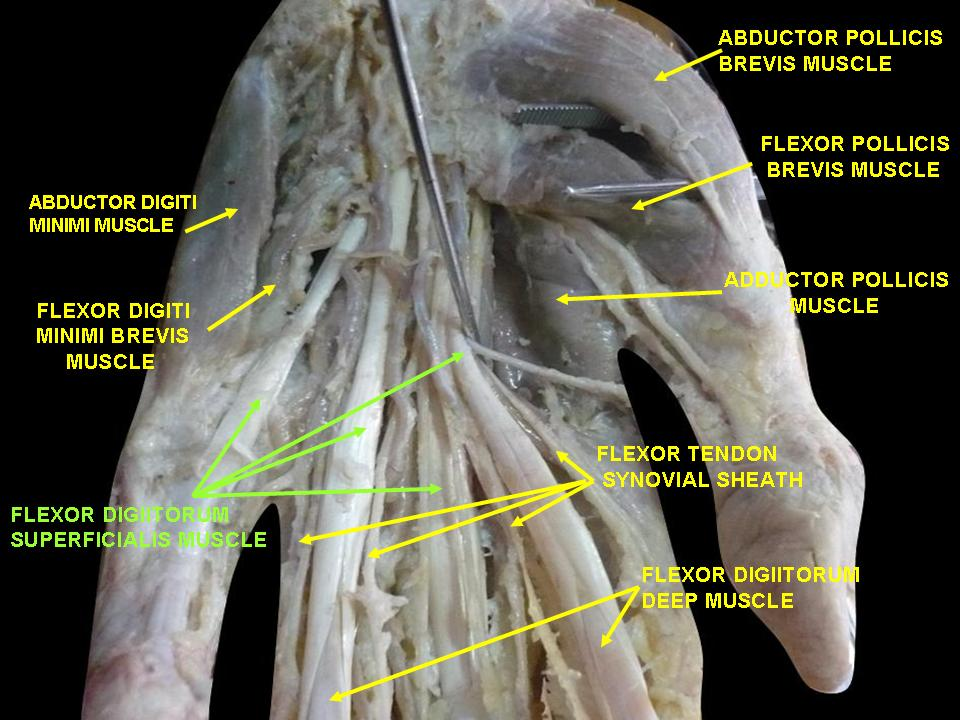
Dissection de la main, en vert le muscle fléchisseur superficiel des doigts de la main.